# 에스타디오 메트로폴리타노 데 테초
에스타디오 메트로폴리타노 데 테초(스페인어: Estadio Metropolitano de Techo)는 콜롬비아 쿤디나마르카주 보고타]에 위치한 다목적 경기장이다. 주로 축구 경기에 사용되며, 10,000명의 관중을 수용할 수 있다.